# Baha Kalinowska-Sufinowicz
Baha Kalinowska-Sufinowicz (wcześniej Barbara Kalinowska-Nawrotek) – polska ekonomistka, doktor habilitowany, profesor nadzwyczajny Katedry Makroekonomii i Badań nad Rozwojem Uniwersytetu Ekonomicznego w Poznaniu, karateczka i kick-boxerka.

## Życiorys
Urodziła się jako Barbara, ale w wieku dorosłym zmieniła imię na arabskie – Baha, które było jej nickiem internetowym. Zmiana imienia nie wiązała się z przejściem na islam.
Od 1993 do 1998 studiowała ekonomię na Akademii Ekonomicznej w Poznaniu, uzyskując tytuł magistra. Jednocześnie od 1993 do 1999 uczyła się gry na skrzypcach Państwowej Szkole Muzycznej II stopnia w Poznaniu. W 2004 została doktorem nauk ekonomicznych, a w 2014 habilitowała się na poznańskim Uniwersytecie Ekonomicznym. W 2017 została profesorem nadzwyczajnym na tej uczelni.

## Osiągnięcia i zainteresowana naukowe
Jest autorką 118 publikacji, zarówno naukowych, jak i dydaktycznych (po polsku i angielsku). Główne jej zainteresowania naukowe to: makroekonomia, rynek pracy, nierówności społeczne, dyskryminacja ekonomiczna kobiet, absolwentów, niepełnosprawnych i młodzieży. Pracowała w projektach modelu flexicurity w Wielkopolsce. W latach 2004-2005 brała udział w międzynarodowym projekcie Women, News and Europe: East-West Comparisons of Gendered Election Coverage; Mapping an Engendered Media: a Comparative Analysis of Reporting Gender during the 2004 European Elections. 
W 2019 została ekspertem w Zespole ds. Polityki Równości i Różnorodności miasta Poznania. Jest też pełnomocnikiem Rektora Uniwersytetu Ekonomicznego w Poznaniu ds. Równego Traktowania (od 2017).
Od 2005 jest członkiem Polskiego Towarzystwa Ekonomicznego.

## Nagrody
Otrzymała m.in. następujące nagrody i wyróżnienia:
- 2017 – VICTORIA UEP, laureatka w kategorii Skarb narodów, czyli przyjaciel zagranicznych studentów,
- 2015 – nagroda Zespołowa I stopnia rektora UEP za oryginalne i twórcze osiągnięcia naukowe (monografia Państwo wobec wolności gospodarczej. Teoria i praktyka transformacji),
- 2013 – nagroda Zespołowa rektora UEP za oryginalne i twórcze osiągnięcia naukowe w roku akademickim 2011/2012 (monografia Kryzys ekonomiczny a przestrzenny i funkcjonalny wymiar polityki gospodarczej),
- 2012 – nagroda Zespołowa I stopnia rektora UEP za oryginalne i twórcze osiągnięcia naukowe (monografia Kryzys ekonomiczny a przestrzenny i funkcjonalny wymiar polityki gospodarczej),
- 2010 – nagroda Zespołowa II stopnia rektora UEP za osiągnięcia naukowe (współautorstwo zeszytu naukowego Gospodarka rynkowa w Polsce – 20 lat transformacji),
- 2008 – nagroda Zespołowa I stopnia rektora AE w Poznaniu za osiągnięcia naukowe (monografia Gospodarowanie pracą we współczesnym przedsiębiorstwie. Teoria i praktyka),
- 2004 – wyróżnienie w konkursie na najlepsze prace doktorskie w dziedzinie problemów pracy i polityki społecznej zorganizowanym przez Instytut Pracy i Spraw Socjalnych (praca Pozycja kobiet na polskim rynku pracy lat 90-tych (studium dyskryminacji)),
- 2004 – nagroda zespołowa Ministra Edukacji Narodowej i Sportu za współautorstwo książki Rynek pracy w warunkach zmian ustrojowych,
- 2002 – nagroda zespołowa rektora Akademii Ekonomicznej w Poznaniu w dziedzinie osiągnięć naukowych (współautorstwo zeszytu naukowego Problemy teorii i polityki ekonomicznej okresu transformacji)[3].

## Osiągnięcia sportowe
Uprawiała karate i kick-boxing. Otrzymała następujące nagrody sportowe:
- 2004 – Mistrzostwa Kyokushinkai Karate (IKKA Polska) – złoty medal,
- 2001 – Mistrzostwa Polski w kick-boxingu (light contact) – brązowy medal[3].